# Kamień runiczny z Järsberg

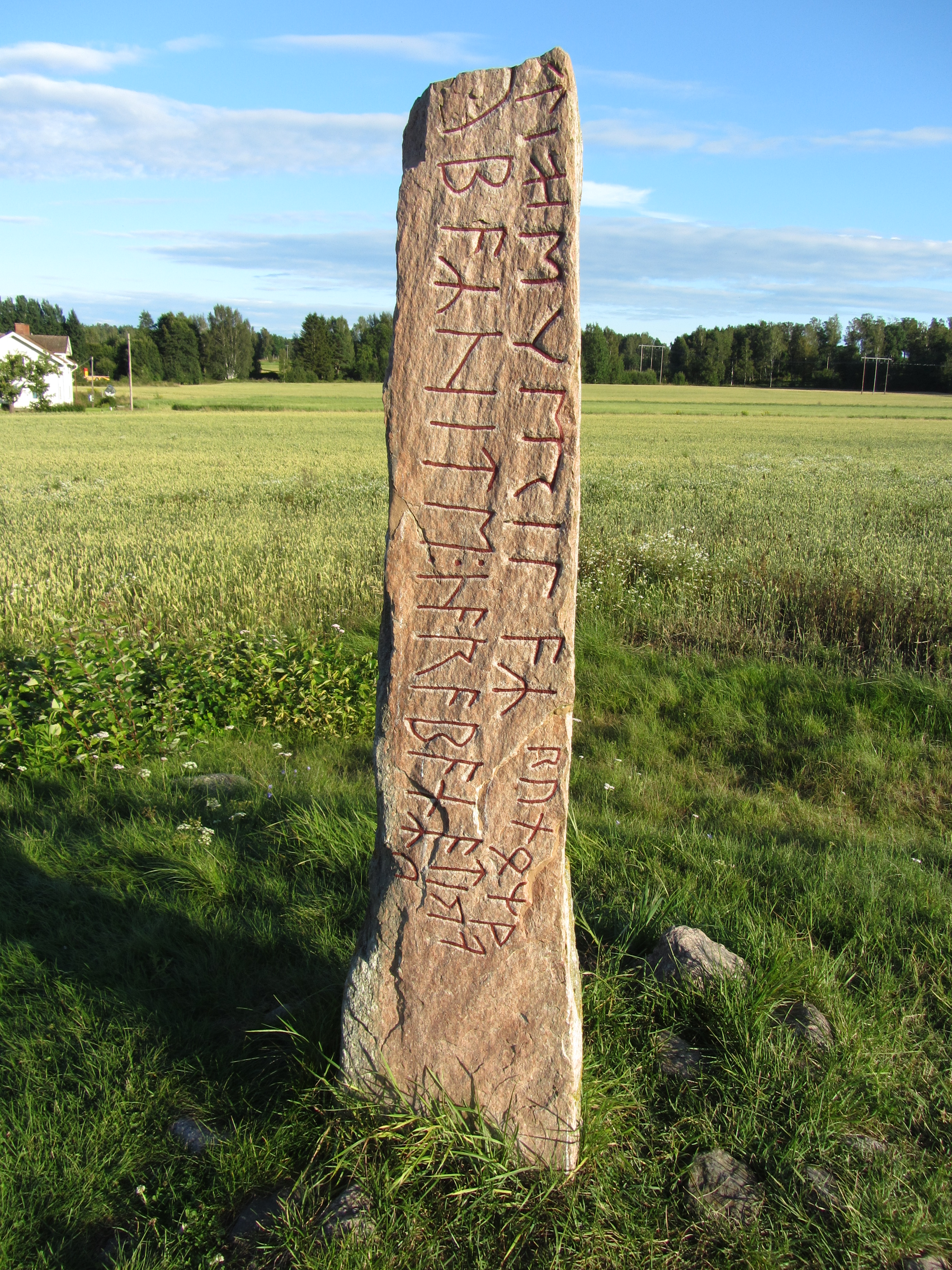
Kamień runiczny z Järsberg (Vr 1)

Kamień runiczny z Järsberg (Vr 1) – mierzący 1,65 m wysokości kamień runiczny z czerwonego granitu, znajdujący się w Järsberg na południe od Kristinehamn w szwedzkiej prowincji Värmland.
Kamień pochodzi z około 500 roku n.e. Przypuszcza się, iż mógł stanowić część większego kompleksu kamieni runicznych. Pokryty jest napisem w fuþarku starszym. Inskrypcję odkryto przypadkowo w 1862 roku, kiedy to przewrócony i częściowo zagłębiony w ziemi kamień został odkopany celem planowanego użycia go w celach budowlanych. Zabytek jest uszkodzony, odłamała się górna część kamienia, na której być może znajdował się dalszy ciąg inskrypcji.
Inskrypcja na kamieniu jest wyraźna, jej rozszyfrowanie jest jednak problematyczne. Tekst umieszczony został w dwóch rzędach, runy obrócone są jednak o 90° i do ich prawidłowego odczytu należy spojrzeć na kamień w poziomie. Ciąg w dolnym rzędzie czytany jest od lewej do prawej, po czym nawraca i ciągnie się dalej górnym rzędzie od prawej do lewej. Znaki w dolnym rzędzie są większe od tych umieszczonych w górnym. Odszyfrowana inskrypcja ma postać:
[Le]ubaR(?) haite. HrabnaR hait[e]. Ek, erilaR, runoR waritu
Co znaczy:
[Le]ubaz się nazywam. Hrabnaz się nazywam. Ja, eril, pisałem runy
Nie jest jasne znaczenie słowa erilaR. Zazwyczaj łączy się je ze słowem jarl lub uznaje za określenie osoby znającej pismo runiczne, choć postulowano też jego odczyt jako *heruloz, co miałoby oznaczać osobę należącą do plemienia Herulów.